# علي عيال
علي عيّال (مواليد 28 أبريل 1994) هو رسام وفنان تشكيلي عراقي مقيم حاليًا في لوس أنجلوس، عاش في بغداد ثم سافر الى بيروت، وعاد إلى العراق لفترة وجيزة، ثم غادر في عام 2017 واستقر في هولندا في عام 2019؛ وبعد حصوله على دبلوم من معهد الفنون الجميلة في بغداد عام 2015، انضم إلى برنامج الدراسة المستقلة في أشكال ألوان، بيروت، لبنان.

## روابط خارجية
- موقع رسمي
- مقابلة مع علي عيال